# Gällareds kyrka
Gällareds kyrka är en kyrkobyggnad som sedan 2023 tillhör Gunnarps församling (tidigare Gällareds församling) i Göteborgs stift. Den ligger i kyrkbyn Gällared i Falkenbergs kommun.

## Kyrkobyggnaden
Gällareds kyrka och skola ligger i norra utkanten av Gällareds kyrkby. Byggnaden är uppförd av vitputsad gråsten och har stora rundbågade fönsteröppningar. I öster finns en halvcirkelformad sakristia och i väster ett torn, som är smalare än kyrkan. Troligtvis ingår rester av en kyrka från äldre medeltid i dagens kyrka, vilken byggdes om 1831. Tornet, som tillkom 1856, var ritat av Johan Adolf Hawerman. Det har lisener, tandsnitt och svängd huv över lanterninen. 

## Inventarier

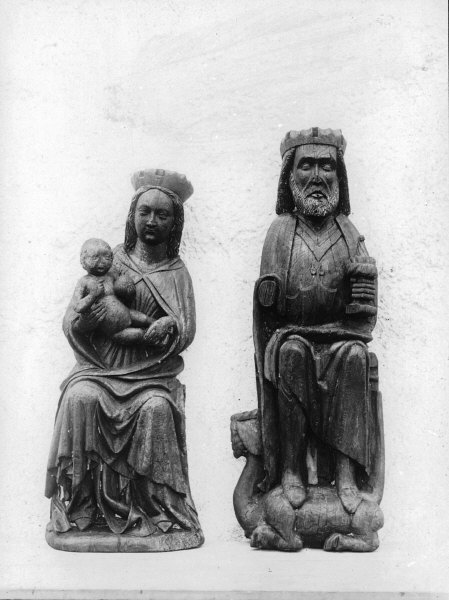
Träskulpturer: Madonnabild och Sankt Olof

Från kyrkans äldsta tid finns en dopfunt, träskulpturer, triumfkrucifix, Madonna och Sankt Olof bevarade. Äldre predikstol och altaruppsats från 1651 stod kvar till 1861 och ersattes då av nya. 
- Dopfunten är tillverkad i gotländsk sandsten och består av tre delar med en totalhöjd på 111 cm. Cuppan är cylindrisk med rundad undersida. Skaftet är koniskt med en vulst upptill. Foten är rund och skivformad. Funten saknar uttömningshål och är daterad till 1200-talets senare del.[2]
- Altaruppsats och predikstol är tillverkade 1862 i nyklassicistisk stil av Johannes Johansson i Mjöbäck. Den har kopplade kolonner krönta av en trekantsgavel.
- Till höger i kyrkorummet finns även äldre predikstol och altaruppsats från 1651.
- Triumfkrucifix daterat till senare delen av 1400-talet[3]. Korset hänger på norra långhusväggen.
- Mariaskulptur i trä med Jesusbarnet från början av 1400-talet.[3].
- Skulptur av Sankt Olof snidad i ek och bedöms komma från 1500-talet.

### Orgel
Orgeln, som inköptes från Snöstorps kyrka 1885, var byggd 1854 av Johan Nikolaus Söderling och hade då 4½ stämmor. Den byggdes 1938 om till pneumatik av Bo Wedrup. En ytterligare ombyggnad utfördes 1983 av Tostareds Kyrkorgelfabrik. Dagens fasad är byggd 1938 av Bo Wedrup och instrumentet är mekaniskt med arton stämmor föredalade på två manualer och pedal.

## Kyrkogården
Gällareds kyrkogård ingår i Ekomuseum - Skogsbygden. Utmärkande för besöksmålet är samlingen av äldre gravstenar som har renoverats och rests på nytt. Stenarna härrör från 1600-talet och fram till 1800-talet. Ett urval av dem ses i bildgalleriet nedan.

## Bildgalleri

### Gravstenar

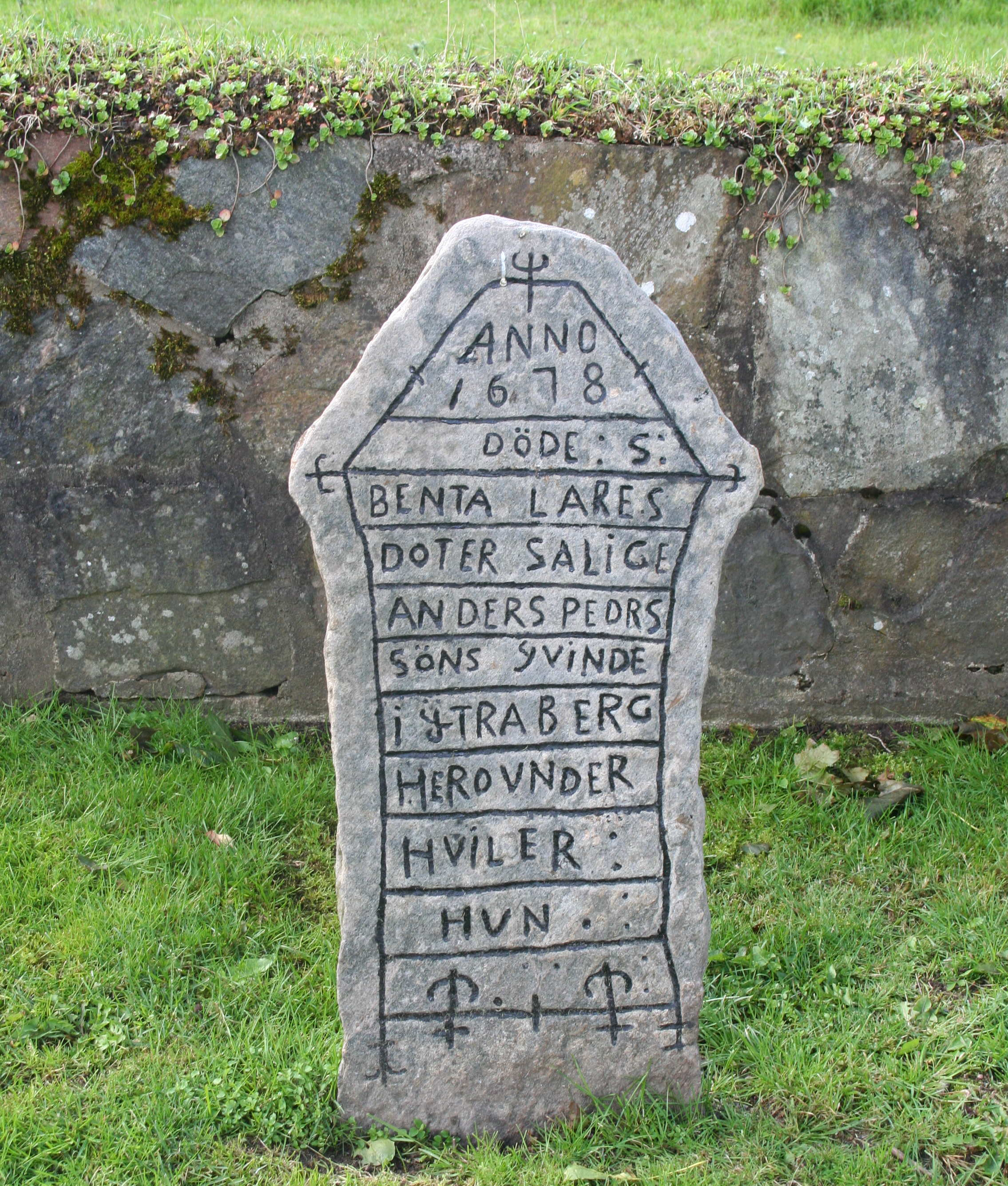
Gravsten från 1678
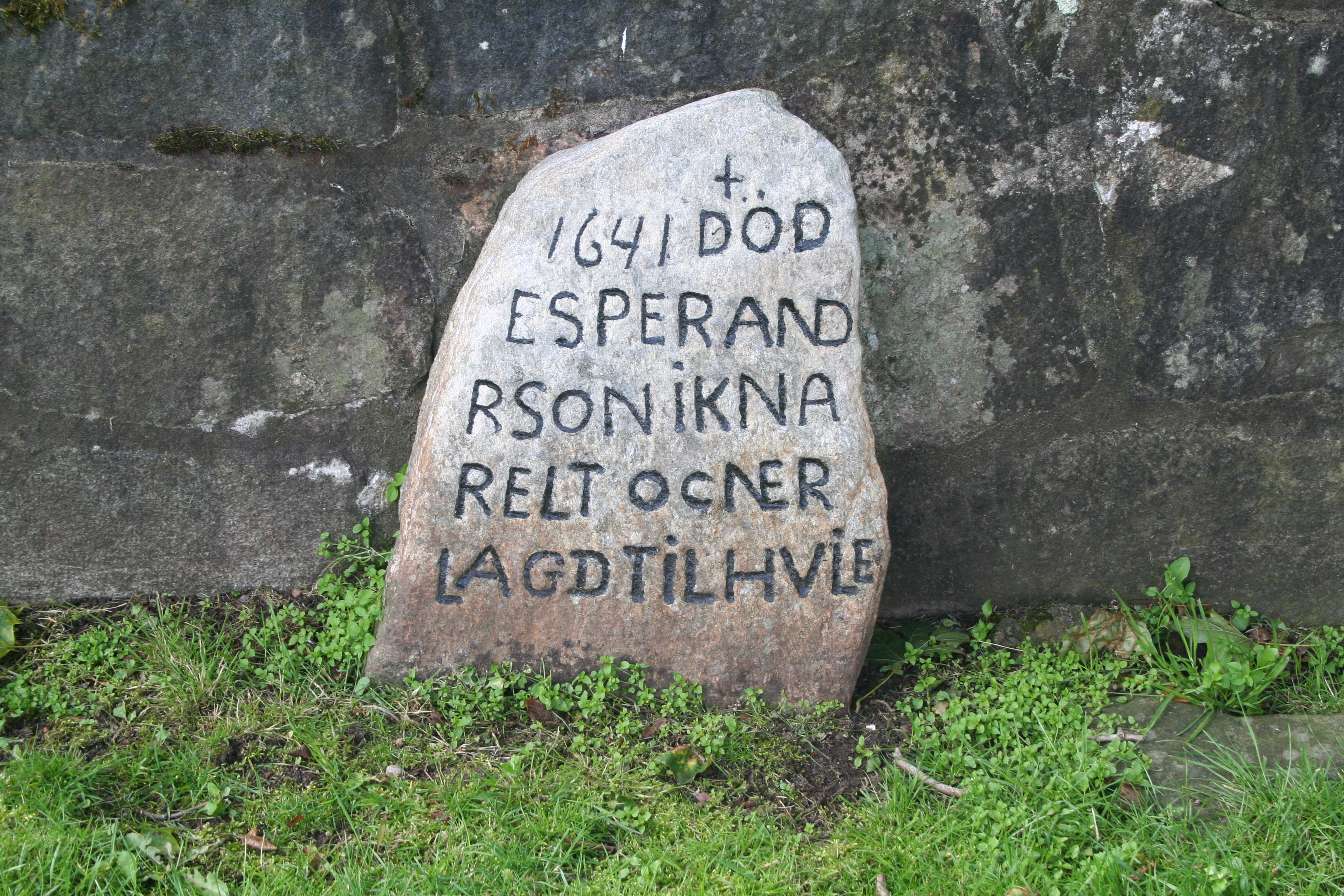
Gravsten från 1641
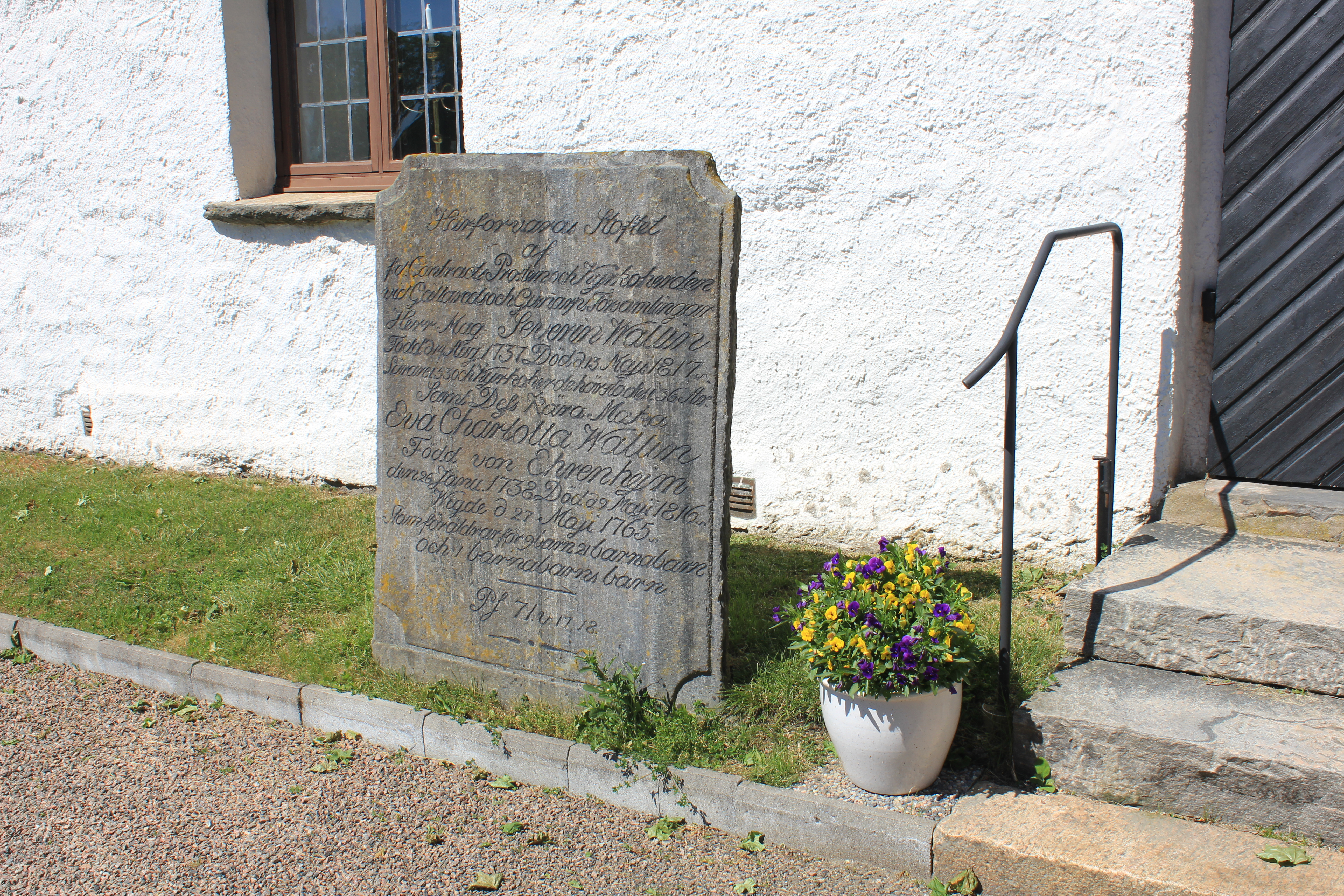
Gravsten från 1817
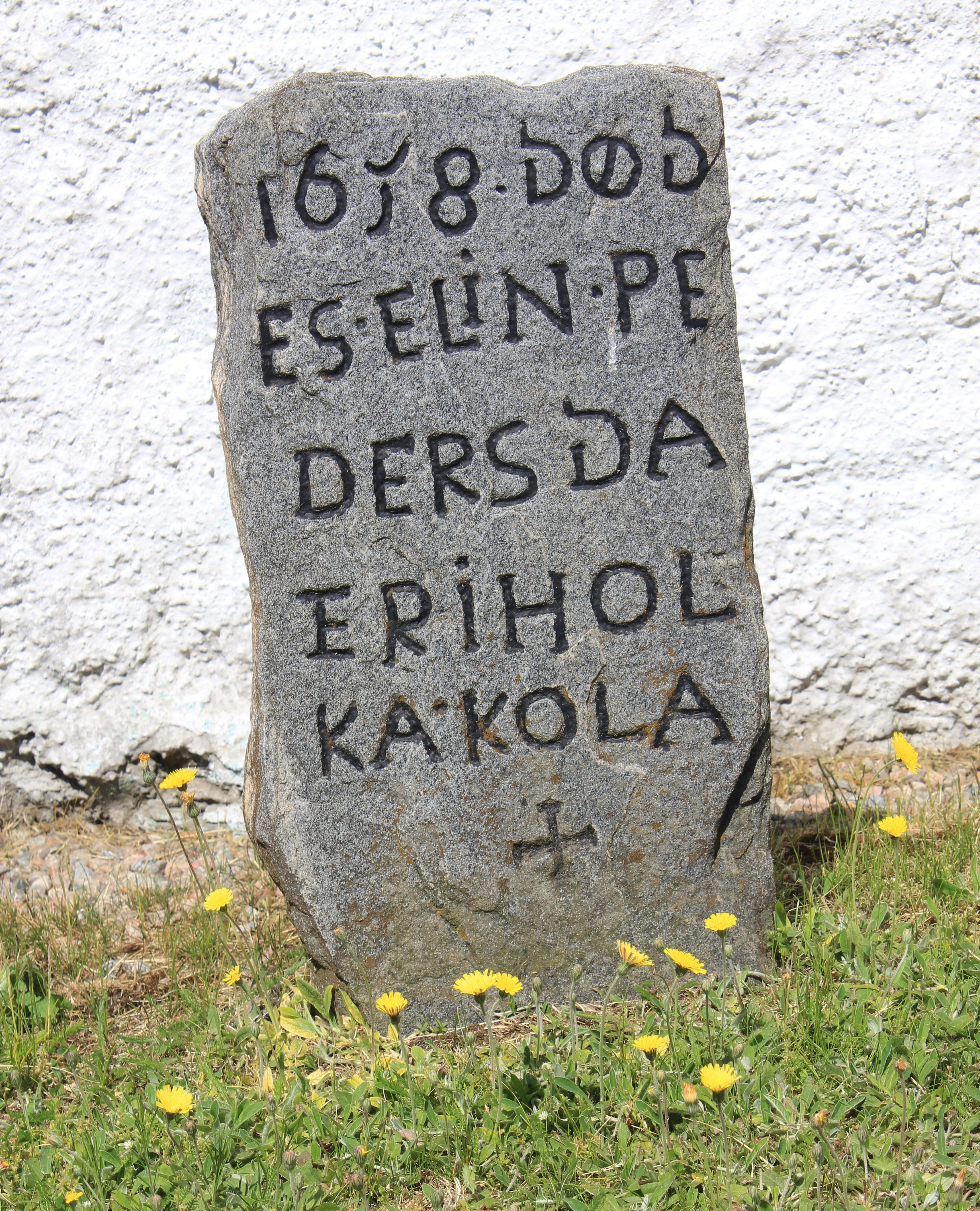
Gravsten från 1658
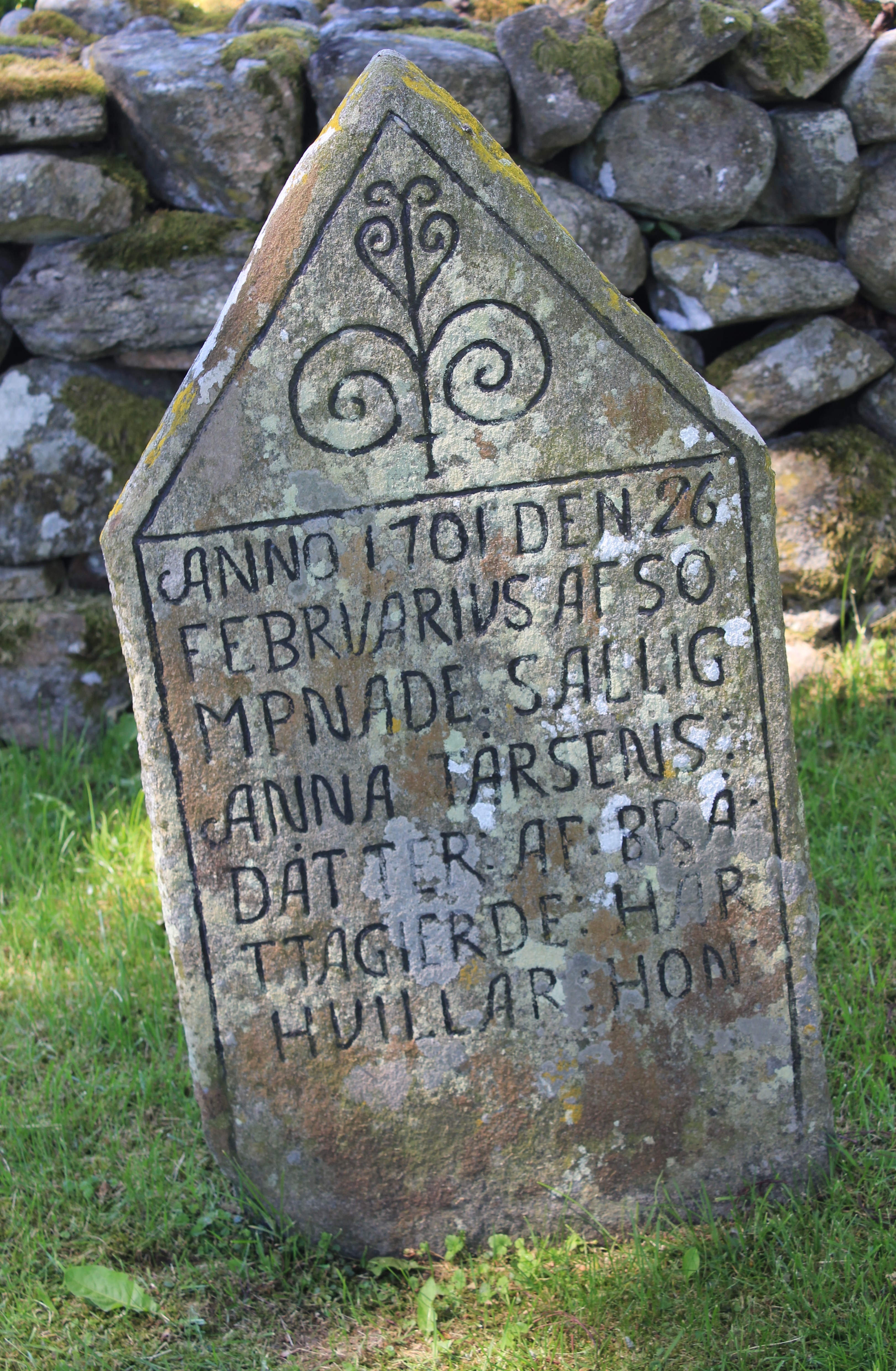
Gravsten från 1701
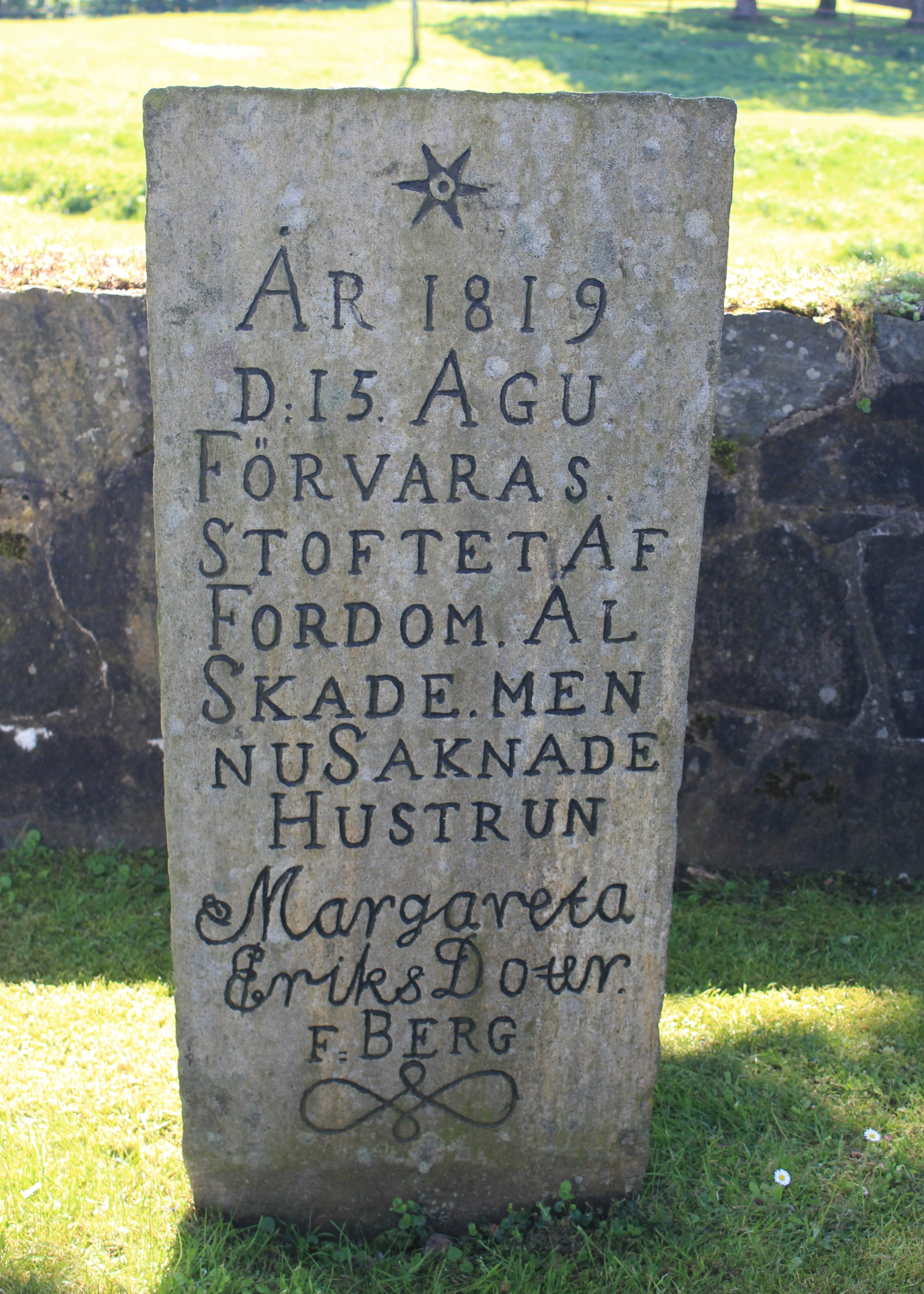
Gravsten från 1819
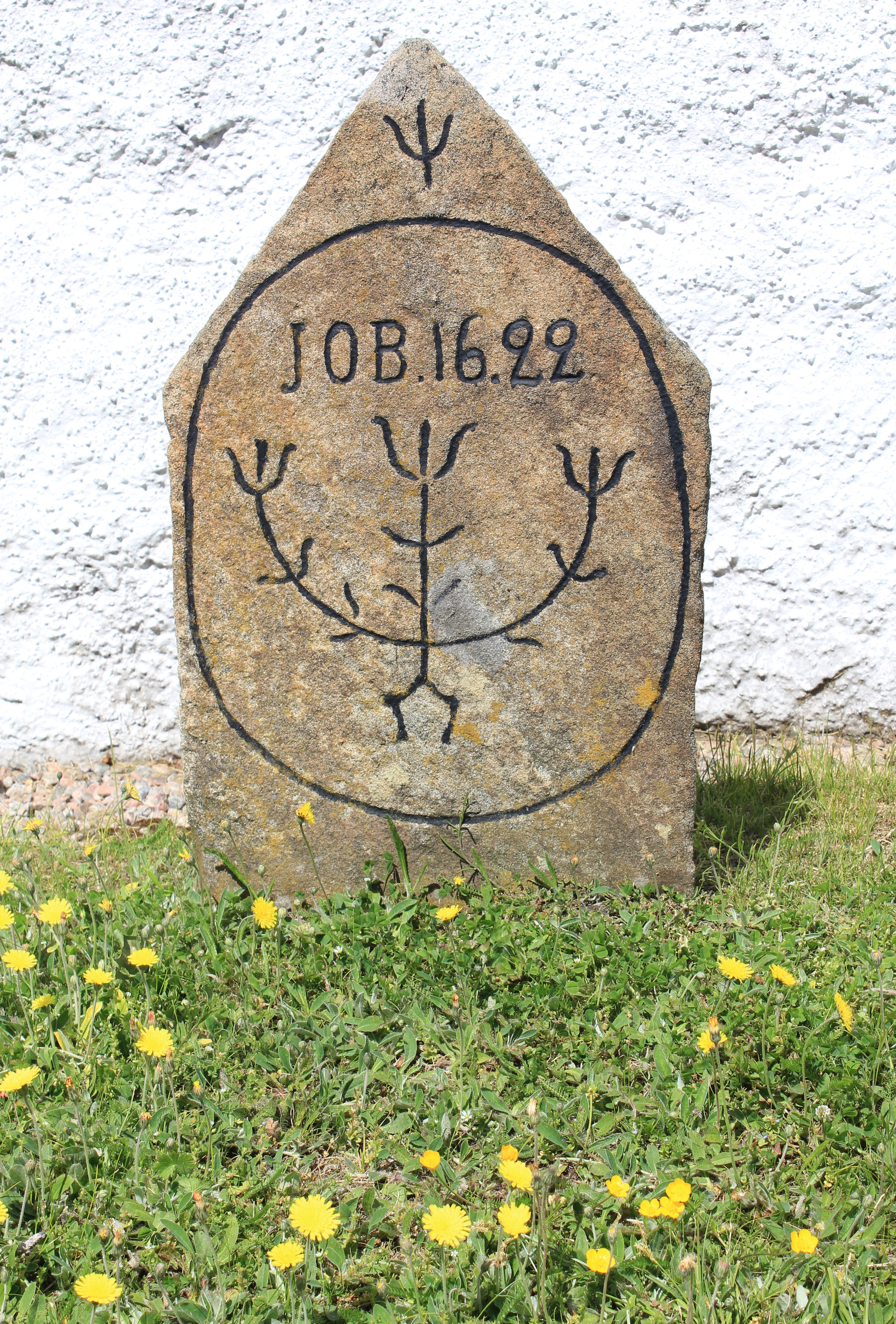
Gravsten utan årtal